# سلطان محمدف
سلطان محمدف (ترکی آذربایجانی: Soltan Teymur oğlu Məmmədov؛ زادهٔ ۱ آوریل ۱۹۷۴) یک سیاستمدار آذربایجانی است که هم‌اکنون نماینده مجلس ملی جمهوری آذربایجان است.

## زندگی‌نامه
سلطان محمدف ۱ آوریل سال ۱۹۷۴ در شهر باکو در آذربایجان شوروی سابق چشم به جهان گشود. وی دانش‌آموخته کارشناسی رشته اتوماسیون فرآیندهای تولید از آکادمی دولتی نفت آذربایجان، و نیز مدیریت بهداشت عمومی از دانشگاه خزر است. وی دارای مدرک دکتری علوم فنی می‌باشد.

## فعالیت‌های سیاسی
سلطان محمدف سیاستمداری بی‌طرف است. وی در کمیته کار و سیاست اجتماعی، و کمیته بهداشت و درمان مجلس ملی جمهوری آذربایجان عضویت دارد. سلطان محمدف ریاست کارگروه مناسبات بین پارلمانی آذربایجان و فرانسه را به عهده دارد. وی همچنین عضو کارگروه‌های روابط بین پارلمانی جمهوری آذربایجان با کشورهای آلمان، امارات متحده عربی، بوسنی و هرزگوین، جمهوری چک، چین، گرجستان، سوئیس، ایتالیا، کلمبیا وژاپن است. وی عضو کفیل هیئت نمایندگی جمهوری آذربایجان در مجمع پارلمانی یورونست می‌باشد.

## جوایز
- نشان ترقی جمهوری آذربایجان[۶]